# Stephen Leonard Jury
Stephen Leonard Jury ( 1949 ) es un botánico inglés, que desarrolla actividades académicas en el Departamento de Botánica, Escuela de Ciencias Vegetales, Universidad de Reading Whiteknights.

## Algunas publicaciones
- g. Nieto Feliner, stephen l. Jury, alberto herrero Nieto (eds.). Flora Ibérica. Plantas vasculares de la Península Ibérica e Islas Baleares. Vol. X. "Araliaceae-Umbelliferae" Archivado el 30 de octubre de 2014 en Wayback Machine. (2003) Madrid: Real Jardín Botánico, CSIC

- benito Valdés Castrillón, moh Rejdali, ahmed achhal El Kadmiri, stephen l. Jury, josé m. montserrat Martí. 2002. Catalogue des plantes vasculaires du nord du Maroc. Vol. II

- stephen l. Jury. 2003. Torilis, en Castroviejo, S. (coord.) Flora Ibérica Vol. X: 84-92. Real Jardín Botánico, CSIC. Madrid

- -------------------. 2003. Caucalis, en Castroviejo, S. (coord.) Flora Ibérica Vol. X: 93-95. Real Jardín Botánico, CSIC. Madrid
- La abreviatura «Jury» se emplea para indicar a Stephen Leonard Jury como autoridad en la descripción y clasificación científica de los vegetales.[3]